# Poicephalus
Genre
Les espèces du genre Poicephalus sont des oiseaux de la famille des Psittacidae communément appelés perroquets. Ce genre regroupe dix espèces qui possèdent sensiblement les mêmes régimes alimentaires et habitats. Comme les Inséparables ou les deux espèces du genre Coracopsis, ils sont typiques de l'écozone afrotropicale. Plusieurs espèces comptent des sous-espèces.
Certaines espèces de Poicephalus sont rares et toutes ne sont pas détenables en captivité. Cependant, ces perroquets figurent parmi les plus appréciés par les amateurs comme les Perroquets youyou, à calotte rouge, à tête brune et ceux de Meyer comme animaux domestiques car ils sont calmes et de petite taille, donc faciles à garder en appartement.
Le mieux connu d'entre eux est le Perroquet youyou qui est importé probablement depuis le début de XIXe siècle, sa réputation étant d'être docile. Il est avec les perroquets gris le plus courant des Psittacidae d'origine africaine après certaines espèces d'inséparables du genre Agapornis.

## Morphologie

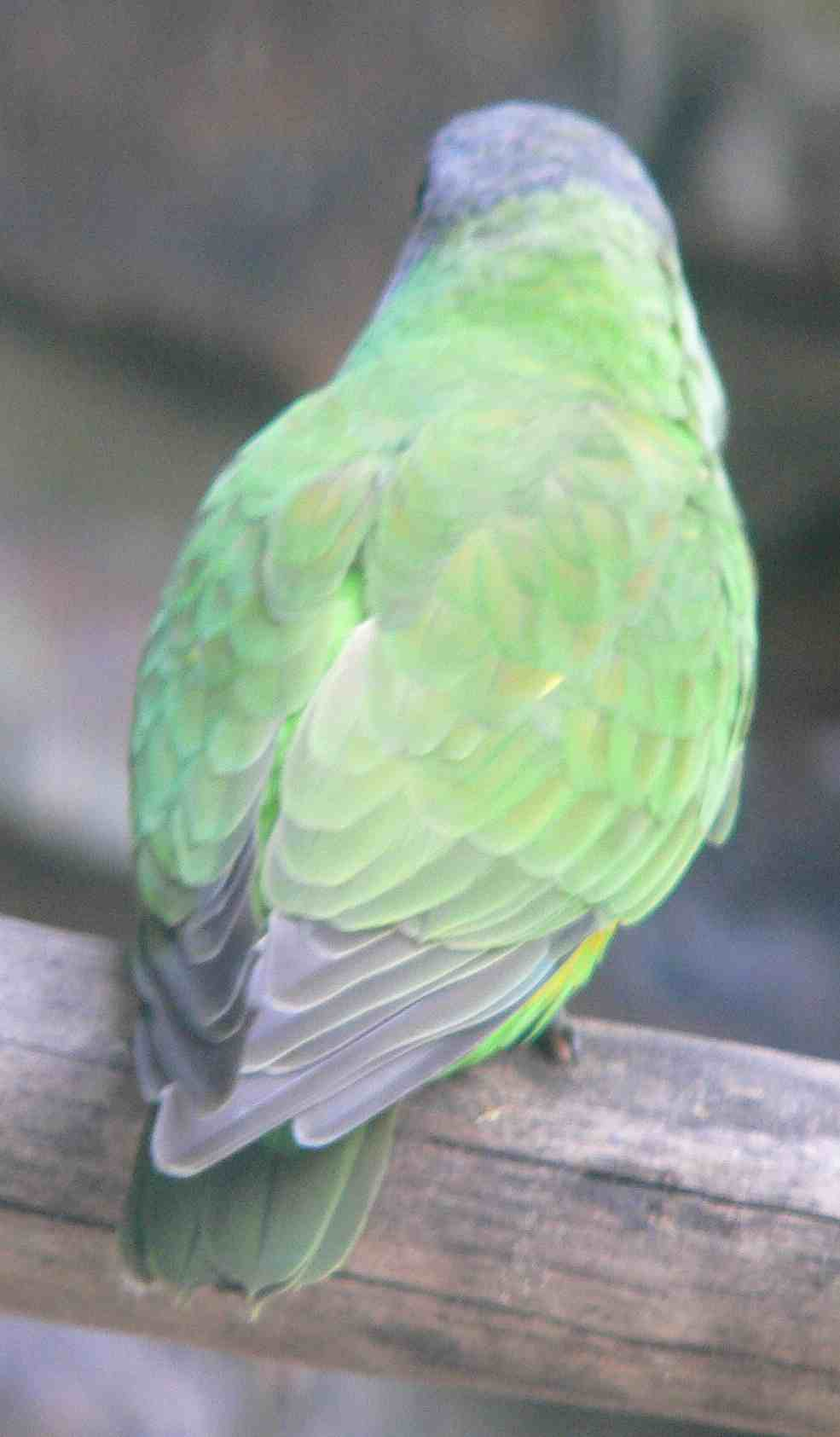
Les rémiges des Poicephalus atteignent presque la longueur des rectrices

Les espèces du genre Poicephalus sont trapues avec une queue courte et large, leur tête est relativement grosse et leur bec est à l'avenant. Ils se nourrissent de fruits, noix, graines et feuilles. Les perroquets de Meyer sont les plus petits des Poicephalus, adultes ils pèsent 120 grammes pour 22 centimètres. L'espèce la plus grande est le Perroquet robuste qui mesure la même taille que le perroquet gris. Adulte, il mesure 32 centimètres et pour un poids de 400 grammes.
Les colorations de plumage sont très différentes et celles-ci ne sont pas uniformes mais présentent la plupart du temps une dominante verte. Le plumage de la tête est fréquemment plus clair que celui du reste du corps.

## Liste des espèces
Selon la classification de référence du Congrès ornithologique international (15.1, 2025) (ordre phylogénique) :
- Poicephalus gulielmi – Perroquet à calotte rouge
- Poicephalus flavifrons – Perroquet à face jaune
- Poicephalus fuscicollis – Perroquet à cou brun
- Poicephalus robustus – Perroquet robuste
- Poicephalus meyeri – Perroquet de Meyer
- Poicephalus rueppellii – Perroquet de Rüppell
- Poicephalus cryptoxanthus – Perroquet à tête brune
- Poicephalus crassus – Perroquet des Niam-niams
- Poicephalus senegalus – Perroquet youyou
- Poicephalus rufiventris – Perroquet à ventre rouge